# Monstreux
Monstreux is een plaats en deelgemeente van de Belgische gemeente Nijvel.
Monstreux ligt in de provincie Waals-Brabant en was tot 1 januari 1977 een zelfstandige gemeente.

## Geschiedenis
Er was ook een eeuwenoude eik in Monstreux maar hij werd in 1919 door een vandaal in brand gestoken.

Er waren vijf watermolens op de Thines. Er blijft nog één over nl. de Moulin Jacquet in het centrum van het dorp. Op een van de molens was P.J.Oreins molenaar in 1778. Hij maakte deel uit van een belangrijk molenaarsgeslacht in het Pajottenland.

## Bezienswaardigheden
- De Sint-Michielskerk (Église Saint-Michel) is een bakstenen neoclassicistisch kerkgebouw van 1858-1859.
- De Moulin Jaquet is een watermolen op de Thines met delen uit de 18e en uit de 19e eeuw.

## Natuur en landschap
Monstreux ligt nabij de E 19 en aan de Thines. De hoogte aan de kerk is 84 meter.

## Demografische ontwikkeling
- Bronnen:NIS, Opm:1831 tot en met 1970=volkstellingen, 1976= inwonersaantal op 31 december

## Nabijgelegen kernen
Nijvel, Bornival